# Segugio celtico
I segugi celtici erano una razza di cani nell'Irlanda gaelica descritti nelle leggende irlandesi. 
I segugi possono essere trovati nei disegni e nei dipinti di gioielli celtici fin dal XVII secolo.
La parola irlandese cú ( pronounced [kuː] ) per "segugio" deriva dal primitivo irlandese cuna, che è dal proto-celtico * kū ("cane", "lupo"), che a sua volta deriva dal proto-indoeuropeo * ḱwṓ, "cane".
Nella mitologia gallese, Gwyn ap Nudd era il sovrano di Annwn (l'Oltretomba) e scortava lì le anime dei morti, guidando un branco di cani soprannaturali, chiamati Cŵn Annwn (Segugi di Annwn) (vedi anche Caccia Selvaggia).
Un'altra nota leggenda gallese è quella del segugio del principe Llewellyn Gelert, che fu ingiustamente ucciso dal suo padrone dopo essere erroneamente ritenuto di aver ucciso un bambino.
Si pensa che la razza Galgo Espanol discenda dai segugi celtici, così come il segugio tirolese.